# 屏边青冈
屏边青冈（学名：Cyclobalanopsis pinbianensis），为壳斗科青冈属下的一个植物种。